# Чемпионат мира по конькобежному спорту на отдельных дистанциях 2025 — командная гонка (женщины)
Соревнования в командной гонке среди женщин на чемпионате мира по конькобежному спорту на отдельных дистанциях 2025 года прошли 14 марта на катке «Викингскипет» в Хамаре, Норвегия. Участие приняли 8 команд отобравшихся по итогам Кубка мира (7 по итоговому положению и 1 по лучшему времени на этапах Кубка мира). Помимо этого, был составлен список из 6 резервных команд на основе лучшего времени на этапах Кубка мира в сезоне.

## Результаты
| Место | Страна                                                                | Время   | Отставание |
| ----- | --------------------------------------------------------------------- | ------- | ---------- |
| 1     | Нидерланды · Йой Бёне · Антуанетта Рейпма-де Йонг · Марейке Груневауд | 2.56,09 |            |
| 2     | Япония · Момока Хорикава · Аяно Сато · Михо Такаги                    | 2.58,55 | +2,46      |
| 3     | Канада · Валери Мальте · Ивани Блонден · Изабель Вайдеман             | 3.00,74 | +4,65      |
| 4     | Германия · Лия-Софи Шольц · Йозефине Шлёрб · Йози Хофманн             | 3.01,27 | +5,18      |
| 5     | США · Бриттани Боу · Миа Килбург · Грета Майерс                       | 3.02,25 | +6,16      |
| 6     | Норвегия · Рагне Виклунд · Аврора Гринден Лёвас · Ханна Свенни        | 3.03,98 | +7,89      |
| 7     | Китай · Ян Биньюй · Акнар Ардак · Цзинь Вэньцзин                      | 3.06,54 | +10,45     |
| 8     | Италия · Франческа Лоллобриджида · Аличе Марлетти · Джорджия Айелло   | 3.07,45 | +11,36     |